# Sobralia powellii
Sobralia powellii är en orkidéart som beskrevs av Rudolf Schlechter. Sobralia powellii ingår i släktet Sobralia och familjen orkidéer. Inga underarter finns listade i Catalogue of Life.